# Trajectòria de Henyey
La trajectòria de Henyey és una trajectòria pràcticament horitzontal del diagrama de Hertzsprung-Russell en la que es troben estels de la pre-seqüència principal amb masses menors a 0.5 masses solars després d'abandonar la coneguda com trajectòria de Hayashi i abans d'entrar a la seqüència principal. L'astrònom Louis G. Henyey mostrà que els estels de la preseqüència principal podien romandre en equilibri radioactiu durant algun període de la seva fase de contracció que la portarà cap a la seqüència principal.
La trajectòria de Henyey es caracteritza per una contracció lenta en un pràcticament equilibri hidrostàtid. S'aproximen a la seqüència principal quasi horitzontalment en el diagrama de Hertzsprung–Russell, és a dir, mantenint una lluminositat quasi constant.